# Kim Dae-wook
Đây là một tên người Triều Tiên, họ là Kim.
Kim Dae-wook (Hangul: 김대욱, Hanja: 金大旭) (sinh ngày 23 tháng 11 năm 1987) là một cầu thủ bóng đá Hàn Quốc thi đấu cho FC Anyang ở K League Challenge ở vị trí hậu vệ.
Kim ghi bàn thắng duy nhất cho Auckland City trong thất bại 1–2 trước Kashima Antlers ở Giải bóng đá Cúp câu lạc bộ thế giới 2016. Anh cũng ghi 2 bàn cho câu lạc bộ ở OFC Champions League và giúp câu lạc bộ có chức vô địch thứ 6 liên tiếp tại giải vô địch năm 2016.